# Sigmund Schuckert

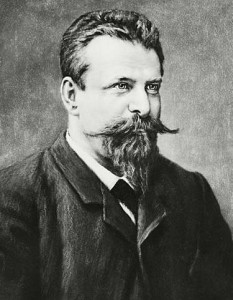
Johann Sigmund Schuckert in 1884

Johann Sigmund Schuckert (Neurenberg, 18 oktober 1846 – Wiesbaden, 17 september 1895) was een Duits elektrotechnicus en oprichter van het bedrijf Schuckert & Co. Hij was een van de pioniers van de industrialisering in Neurenberg.

## Biografie
Schuckert werd geboren in 1846 als zoon van een meesterkuiper. Na de lagere school weigerde hij in de voetsporen van zijn vader te treden en besloot het vak van fijnmechanicus te leren, een studie die hij na vier leerjaren in 1864 cum laude beëindigde. Praktische ervaring deed hij op bij Friedrich Heller, Neurenbergse oudste elektrofirma.
Na jaren van reizen, waarbij hij werkte in Stuttgart, Hannover, Hamburg en Berlijn, keerde hij in 1866 terug naar Neurenberg waar hij werk vond in een optisch-mechanische werkplaats. Rond 1869 was hij weer onderweg, ditmaal naar de Verenigde Staten. Hij was hier onder andere werkzaam in New York, Baltimore, Cincinnati en Newark waar hij in de telegrafiefabriek van Thomas Edison werkte.
In 1873 keerde hij terug naar Europa en bezocht hij de wereldtentoonstelling in Wenen welke dat jaar plaatsvond. Hier maakte hij kennis met de dynamo's van Werner Siemens en Zénobe Gramme. Hij was zo onder de indruk van deze en de andere apparaten van de opkomende elektrotechniek dat hij op 17 augustus 1873 een zelfstandige werkplaats begon in Neurenberg.
Schuckert richtte zich hierbij geheel op de bouw van dynamo's, waarin hij een grote toekomst voorzag en waarop hij meerdere verbeteringen doorvoerde. Begin 1874 kon hij het eerste exemplaar leveren aan een Neurenberger metaalbedrijf, die vervolgens 18 jaar achtereen praktisch storingsvrij in bedrijf bleef. In de daaropvolgende jaren construeerde hij steeds betere dynamo's, naast complete elektrische aandrijfsystemen voor werktuigen, schakelinstallaties, accumulatoren, meetinstrumenten, schijnwerpers en nog veel meer.
Daarnaast zette Schuckert sociale voorzieningen op voor zijn werknemers en medewerkers die verder gingen dan wettelijke eisen en die ook familieleden insloot. Hij richtte in 1888 een zieken- en pensioenfonds op, betaalde kerstbonussen en introduceerde de tienurige werkdag. Hij opende een bedrijfswinkel, om goedkope boodschappen voor zijn werknemers mogelijk te maken, eigen bedrijfsscholen en ten slotte de Sigmund-Schuckert-Stiftung – bedoeld voor "uitdagenswaardige en behoeftige scholieren en studenten met evangelische grondslag".
Wegens een neurologische aandoening moest Sigmund Schuckert zich in 1892 uit zijn bedrijf terugtrekken en hij overleed drie jaar later in Wiesbaden. Hij vond zijn laatste rustplaats op de Nordfriedhof in Wiesbaden.

## Nalatenschap
Zijn in 1893 opgerichte naamloze vennootschap, met de naam EAG (Elektrizitäts-Aktiengesellschaft) werd in 1903 door Siemens & Halske AG overgenomen en samen met hun sterkstroomafdeling ondergebracht in een apart bedrijf Siemens-Schuckertwerke. In 1966 volgde de algehele fusie tot Siemens AG.